# Gemcitabina
La Gemcitabina es un medicamento que pertenece al grupo de los análogos de nucleósidos y se utiliza como agente quimioterápico para el tratamiento de distintos tipos de cáncer, incluyendo cáncer de pulmón no microcítico, cáncer de páncreas, cáncer de vejiga y cáncer de mama. Se está investigando su utilidad para otros tumores como el cáncer de esófago y los linfomas. Ha sido comercializado con el nombre de Gemzar por la empresa Eli Lilly and Company. Se administra por vía intravenosa a una dosis de 1-1.2 g/m². Puede utilizarse asociado al carboplatino con buenos resultados en el tratamiento del cáncer de pulmón no microcítico.